# Русские открытия в Тихом океане

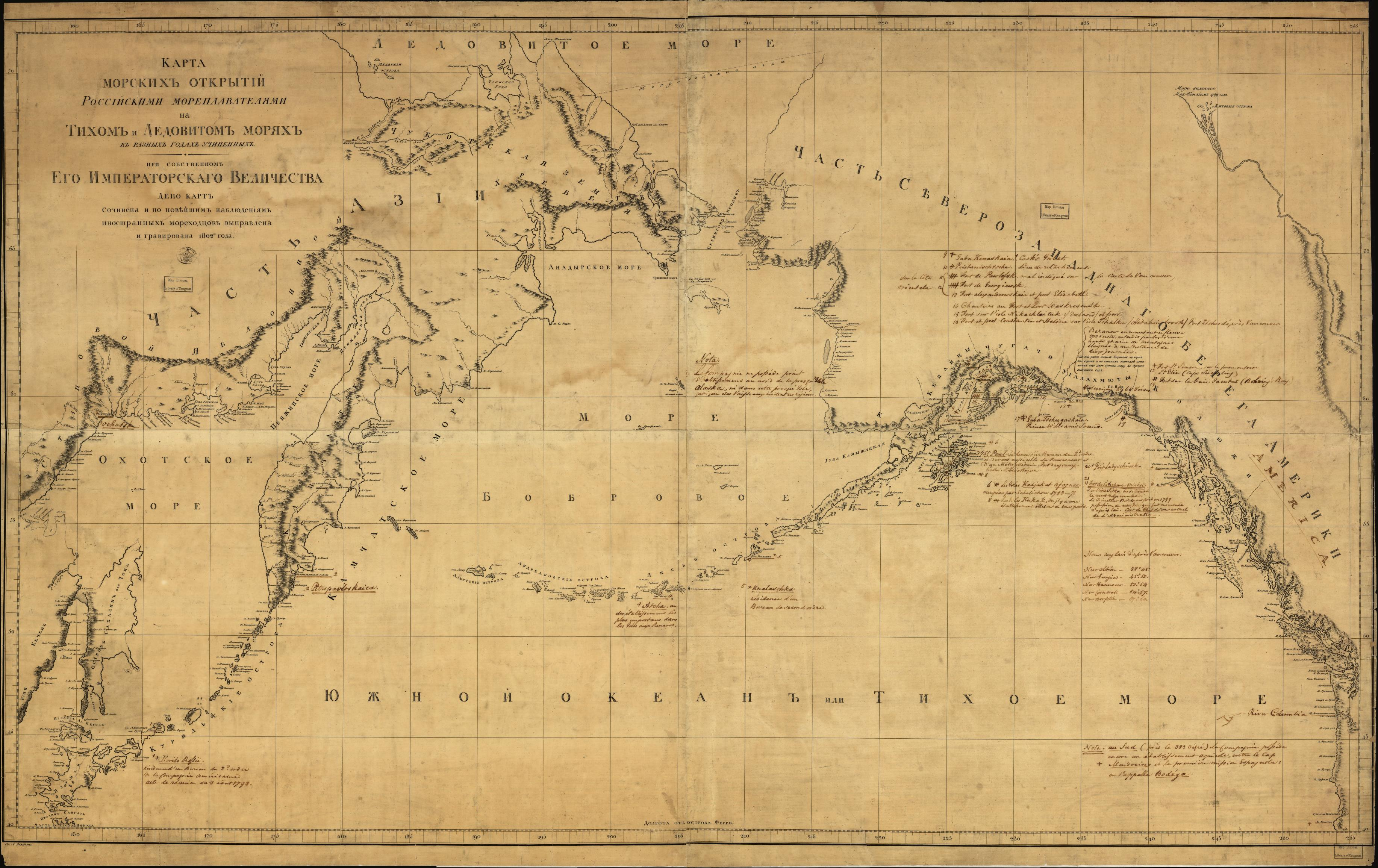
Карта морских открытий российскими мореплавателями в Тихом и Ледовитом океанах

Русские открытия в Тихом океане — географические объекты тихоокеанского бассейна, впервые обнаруженные русскими исследователями и землепроходцами. Русские внесли весомый вклад в историю географических открытий и исследований Тихого океана. Историю исследования Тихого океана принято разделять на 3 периода:
- Первый период — от древних плаваний по 1804 год
- Второй период — 1804 по 1873 год
- Третий период с 1873 до середины 70-х годов XX века[1]

## Первый период
Первый период исследования Тихого океана в первую очередь характеризуется изучением распределения воды и суши на данном участке земного шара, установлением границ Тихого океана и его связей с другими океанами Земли. Период берёт своё начало за несколько веков до н. э. и охватывает эпоху Великих географических открытий, а также путешествия русских и открытия в северной части океана. К ним можно отнести плавания С. И. Дежнёва в 1648 году, В. Беринга и А. И. Чирикова в 1728 году, 1741, и другие.

### Первый выход русских к Тихому океану

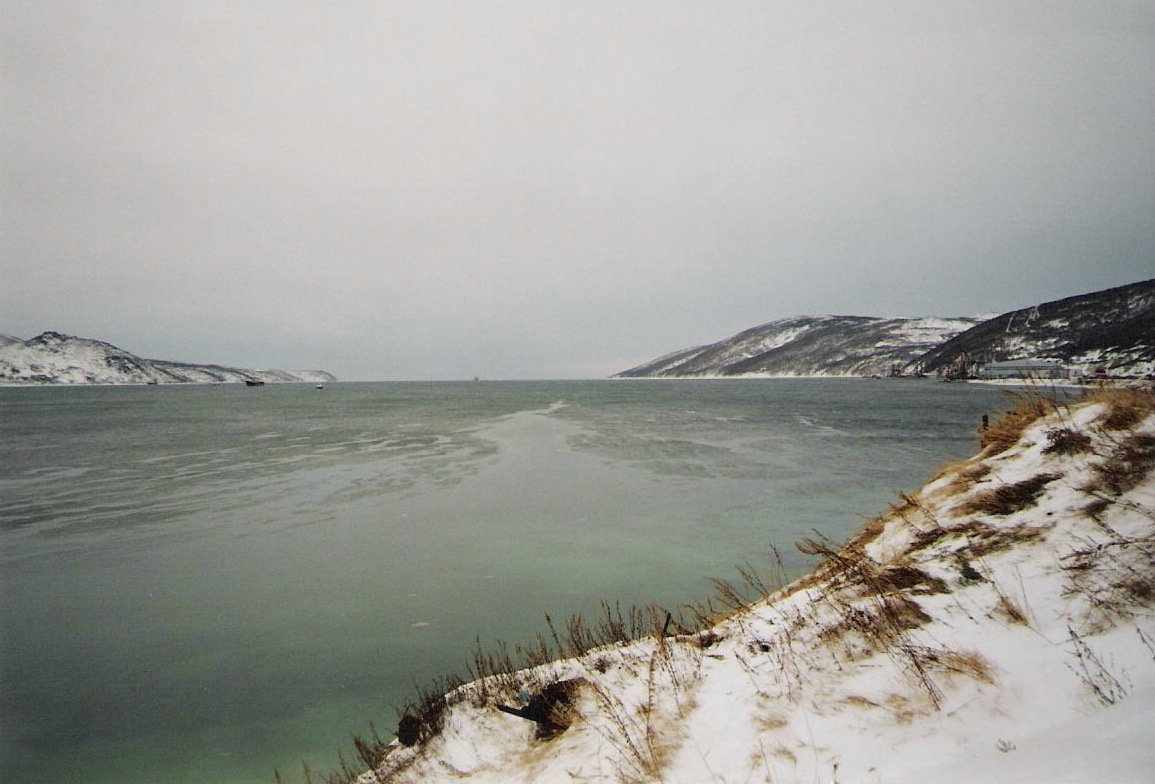
Бухта Нагаева, Магадан, Охотское море

Первый выход русских к Тихому океану был совершен во время экспедиции Копылова — Москвитина 1636—1641 годов. В 1636 году из Томска на Дальний Восток, с целью исследования новых земель Русского царства и поисков «иноверцев», не обложенных ясаком, вышел отряд из 50 казаков под руководством атамана Дмитрия Епифановича Копылова. 28 июня 1638 года в 100 километрах от устья реки Маи (вверх по Алдану) они поставили Бутальский острог. В связи с острой нехваткой серебра в Русском царстве, Копылов посылает на разведку своего помощника Ивана Юрьевича Москвитина. Отряд под его командованием, включавший, помимо самого Москвитина, ещё 30 человек, вышел через реки и горы для «проведывания моря», а оставшиеся казаки из отряда Копылова остались для исследования окрестных территорий. В августе того же года отряд Москвитина через хребет Джугджур, по притоку реки Маи — реке Нудыми и притоку реки Ульи, впадающей в Охотское море, вышел на побережье Тихого океана. В это же время там было заложено первое русское селение на Дальнем Востоке и непосредственно на берегах Тихого океана — Усть-Ульинское зимовье.
Около Усть-Ульинского зимовья за зиму 1639—1640 года было построено 2 больших морских коча длиной около 17 метров.
На обратном пути к группе Москвитина присоединились ожидавшие её в Якутском остроге оставшиеся казаки отряда Копылова, и в 1641 году они вместе вернулись в Томск.
Экспедиция Копылова — Москвитина имеет важное историческое значение: в ходе её русские впервые вышли на побережье Тихого океана, узнали о реках Амур, Улья, Охота, Уда. Таким образом, было положено начало русскому тихоокеанскому мореходству и освоению дальневосточных земель.

### Поход Владимира Атласова на Камчатку
В 1697 году Владимир Атласов с отрядом из Анадырского острога совершает свой поход на Камчатку. В общей сложности за 2 года он совершает поход через все западное побережье вплоть до мыса Лопатка, основывает ряд зимовий. Данный поход положил начало географическим экспедициям в Тихий океан. Эти экспедиции, в свою очередь, позволили русским мореплавателям достичь берегов Северной Америки, открыть Курильские, Командорские и Алеутские острова.

### Первая Камчатская экспедиция
Первая Камчатская экспедиция была начата в декабре 1724 года, после издания Петром I указа об организации экспедиции, которая была призвана исследовать воды Тихого океана и подтвердить наличие пролива между Азией и Америкой (который первоначально был открыт в 1648 году Семёном Дежнёвым).
В петровской инструкции для Первой Камчатской экспедиции указывалось:.

1. Надлежит на Камчатке или в другом тамож месте сделать один или два бота с палубами.
2. На оных ботах возле земли, которая идет на норд, и по чаянию (понеже оной конца не знают) кажется, что та земля — часть Америки.
3. И для того искать, где оная сошлась с Америкой, и чтоб доехать до какого города Европейских владений, или ежели увидят какой корабль европейской, проведать от него, какой оный кюст (берег) называют и взять на письме и самим побывать на берегу и взять подлинную ведомость и, поставя на карту, приезжать сюды
Руководителем экспедиции был назначен датчанин по происхождению Витус Беринг, а его первым помощником — русский моряк Алексей Ильич Чириков.
Начата она была в 1725 году. Её участники лишь в 1728 году добрались до Нижне-Камчатского острога.

### Вторая Камчатская экспедиция
Решение об организации Второй Камчатской экспедиции было принято в 1732 году. Руководителями были также назначены Беринг и Чириков.
Целью экспедиции должно было стать исследование вод Тихого океана, и совершение плавание к северо-западным берегам Америки, исследование всего северное побережье Азиатского материка — от Архангельска до Чукотского мыса. Также к целям экспедиции относилось изучение природы Сибири, исследование Камчатки, поиск морского пути в Японию и Китай.

## Второй период с 1804 по 1873 год
Во втором периоде было проведено исследование физических свойств воды и глубоководные исследования Тихого океана. Его начало было положено первой русской кругосветной экспедицией И. Ф. Крузенштерна и Ю. Ф. Лисянского на судах «Надежда» и «Нева» (1804—06).

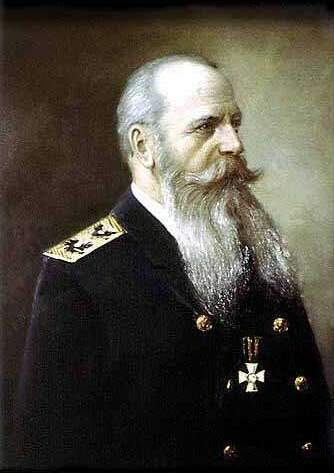
Степан Осипович Макаров

## Третий период
Третий период в первую очередь характеризовался развитием комплексных океанологических исследований, специально созданными экспедициями, береговыми станциями. Были организованы океанологические научные учреждения и международные объединения.
Первая русская океанологическая экспедиция была выполнена в 1886—1889 годах под руководством ученого-океанографа, впоследствии адмирала С. О. Макарова на корвете «Витязь», который был оборудован специальными приборами для океанографических наблюдений. Экспедиция исследовала Тихий океан и другие районы Мирового океана, в частности изучала северную часть Тихого океана, районы, которые ранее не посещались океанографическими суднами.
Исследования в 1949—1979 годах другого «Витязя», советского научно-исследовательского судна, закрыли множество «белых пятен» на картах подводного рельефа Тихого и Индийского океанов. Были открыты и исследованы, в частности:
- Возвышенность Шатского, возвышенность Обручева, возвышенность Академии Наук, возвышенность Института Океанологии
- Восточно-Индийский хребет, хребет Ланка, хребет «Витязя», хребет Ширшова, хребет Богорова, хребет Шокальского
- Впадина Дерюгина, впадина ТИНРО
- Курило-Камчатский жёлоб

Исследования М. Н. Кошлякова в 40-м рейсе заложили основы новой области науки — синоптической океанологии.

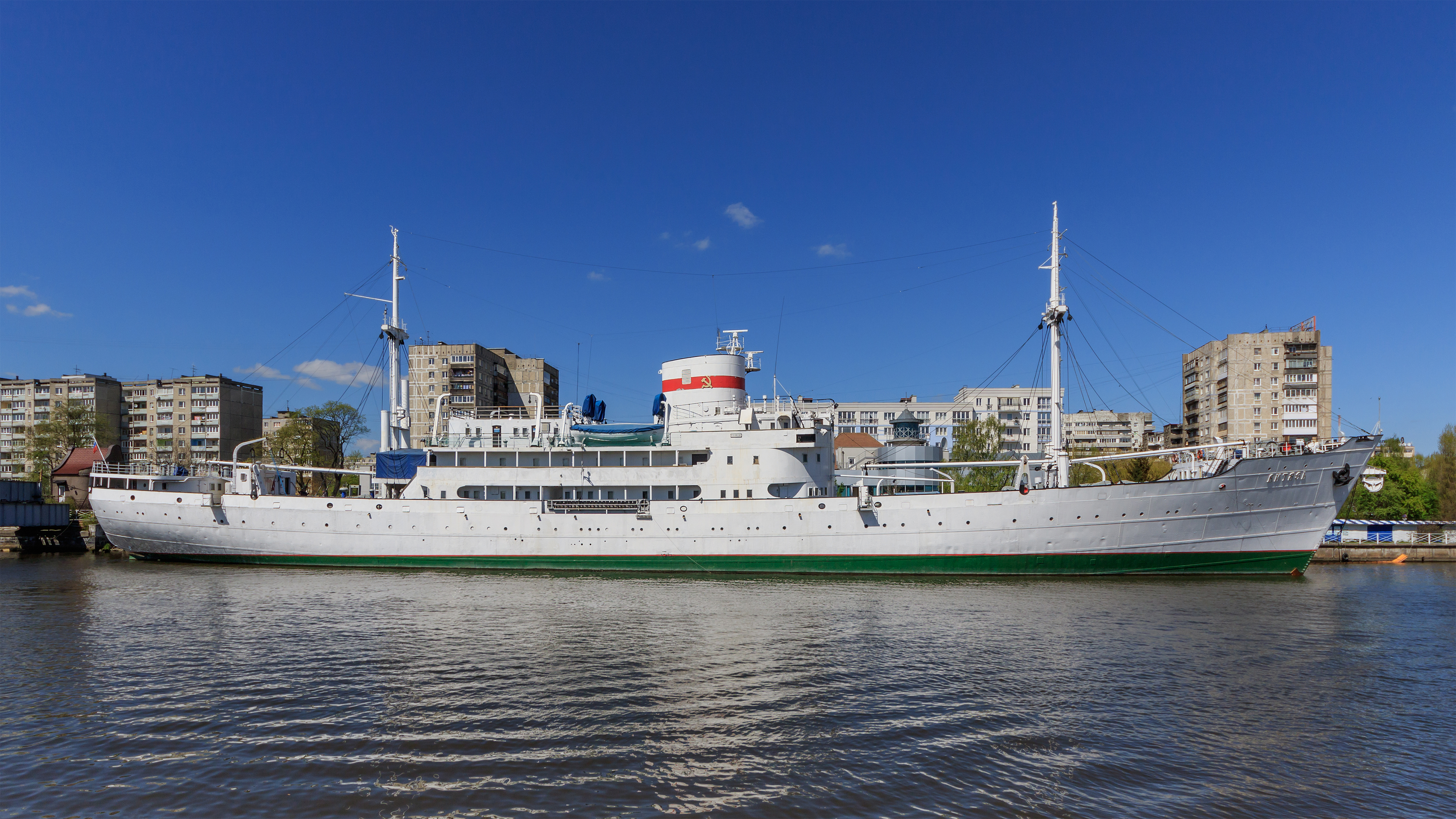
«Витязь»

Много научных открытий было сделано в геологических рейсах. В 43-м рейсе на срединно-океанских возвышенностях были открыты скопления фосфоритов нового вида — сильно обогащенные фосфором. 48-й рейс был полностью посвящён исследованию железомарганцевых конкреций в Тихом океане, найдены неизвестные ранее их типы и крупные скопления на склонах подводных гор. 54-й рейс помимо Тихого океана проводился и в восточный район Индийского океана до Восточно-Индийского хребта, были обнаружены не только новые виды подводного рельефа, включая 22 горы высотой до 3 км, но и произведено более 600 снимков дна для последующего изучения, в рамках тектонических работ впервые сделано сейсмическое профилирование у Яванского жёлоба, Восточно-Индийского хребта, Северо-Австралийской котловины и Западно-Австралийской котловины.
Впоследствии также выполнялись и другие русские экспедиции на судах «А. И. Воейков» (с 1959 года), «Ю. М. Шокальский» (с 1960 года), «Академик Сергей Королёв» (1970 год), на которых впервые проводились широкомасштабные геофизические исследования, направленные на изучение гидросферы и высоких слоев атмосферы. Наибольшую активность в изучении подводного рельефа Тихого океана, помимо США проявил СССР (наиболее важные результаты были получены в ходе экспедиций на «Витязе» и «Оби»).